# دين آنا
دين آنا (بالإنجليزية: Dean Anna)‏ هو لاعب كرة قاعدة أمريكي، ولد في 24 نوفمبر 1986 في موكينا في الولايات المتحدة.

## وصلات خارجية
- دين آنا على موقع دوري كرة القاعدة الرئيسي (الإنجليزية)
- دين آنا على موقعبيزبول رفرنس.كوم (الدوري الرئيسي) (الإنجليزية)
- دين آنا على موقعبيزبول رفرنس.كوم (الدوري الثانوي) (الإنجليزية)
- دين آنا على موقع إي إس بي إن.كوم (أم.أل.بي) (الإنجليزية)
- دين آنا على موقع مشجعي الرسوم البيانية (الإنجليزية)